# Selección de rugby de Portugal
La selección de rugby de Portugal (apodados los Lobos) representa a este país en las competiciones oficiales. Está representada por la Federação Portuguesa de Rugby. La Selección de Portugal disputó su primer partido en 1935 y actualmente compite en el Torneo 6 Naciones B. Portugal se clasificó por primera vez en su historia para una Copa del Mundo en 2007 (derrotando en la repesca por la última plaza a Uruguay por solo un tanto 18-17 en el marcador global de los 2 encuentros), en este torneo disputado en Francia quedó encuadrada en el grupo C junto a las Selecciones de Nueva Zelanda, Italia, Rumanía y Escocia.
La selección portuguesa ha experimentado en los últimos años un éxito sin precedentes. En la temporada 2003-04 se alzaron con el triunfo en el Torneo 6 Naciones B (en el que compiten además Rumania, Georgia, España, Andorra y Rusia) y aunque en la temporada 2005-2006 tan solo pudieron ser terceros ha continuado cosechando muy buenos resultados.

## Historia

### Inicios
La selección de Portugal disputó su primer partido internacional en abril de 1935 contra la selección de rugby de España. Portugal perdió el partido por 5 a 6. El enfrentamiento se volvería a repetir al año siguiente, venciendo nuevamente la selección de España por 16 a 9. A mediados e los años 60 la Selección portuguesa comenzó a disputar partidos internacionales con mayor asiduidad, y así en 1966 lograron su primera victoria internacional al vencer al combinado español por 9 a 3. El primer enfrentamiento frente a la selección italiana se produjo en 1967, perdiendo por 6-3, y ese mismo año se enfrentaron a la selección rumana perdiendo por 40 puntos. En 1968 se producirían los primeros partidos frente a las Selecciones de Bélgica y Marruecos. También en 1968 se produjo el primer enfrentamiento frente a un equipo participante en el Torneo 5 Naciones, partido que se disputó frente a Irlanda en el Algarve y que supuso la derrota del equipo portugués por 132-0.
El primer partido de la década de los 70 se saldó con empate frente a la selección de los Países Bajos. También en empate terminó el partido que les enfrentó a la selección Italiana en 1972. Al año siguiente llegaría la primera victoria frente al equipo transalpino (9-6). Entre 1979 y 1981 Portugal encadenó 5 victorias consecutivas, hasta su derrota frente al seleccionado de Marruecos. En 1983 y tras un empate frente a España comenzó otra serie de victorias (7 en total) frente a las selecciones de Bélgica, Dinamarca, Marruecos, Checoslovaquia, Polonia y Zimbabue.
A la primera Copa del Mundo, celebrada en 1987, se acudió por invitación y la selección de Portugal no fue invitada.

### Década de los 90
Entre 1989 y 1990 tuvo lugar el torneo de clasificación para la Copa del Mundo de 1991. Portugal comenzó su andadura en la ronda 2b (en octubre de 1989) frente a la selección de Checoslovaquia, a la que venció 15-13 en Ricant. Tras esta victoria pasó a la ronda 2c donde se enfrentó a la selección neerlandesa, el resultado de 32 a 3 a favor de los holandeses apartó a Portugal de toda opción de acudir a la Copa del Mundo.
Portugal volvió a disputar la fase de clasificación para la Copa del Mundo de 1995 dentro de la zona europea. Su andadura comenzó en la Ronda 1 donde fue incluida en el Grupo Oeste (West Group) junto con las selecciones de España, Bélgica y Suiza. Las victorias frente a Suiza y Bélgica permitieron a Portugal clasificarse como segunda de grupo tras España (frente a la que cayó derrotada). En la Ronda 2 ambas selecciones (Portugal y España) se enfrentó a la selección de Gales, la cual venció a ambas.
En la fase de clasificación para la Copa del Mundo de 1999, Portugal quedó encuadrada en el Grupo 3 en la ronda B. Portugal venció todos sus encuentros menos el disputado frente a España, esto le permitió ser segunda y quedar encuadrada en el grupo 3 de la ronda C, junto a España y Escocia. Todos los partidos se disputaron en Edimburgo, y Portugal perdió ambos partidos, frente a Escocia por 85-11 y frente a España por 21-17. Esto les llevó a la repesca donde perdieron en una eliminatoria a doble partido frente a la selección de Uruguay.

### Década de los 2000
En 2002 Portugal comenzó a disputar la fase de Clasificación para la Copa del Mundo de 2003 en la Ronda 3. Fue encuadrada en el Grupo A junto a España y Polonia. Cada selección solo ganó un partido pero la diferencia de puntos dejó a Portugal en segunda posición tras España, lo que la eliminaba de la clasificación.
En 2003-2004 Portugal ganó la Copa de Europa de Naciones perdiendo tan solo un partido de diez disputados. En 2004 el profesor Tomaz Morais entrenador de las Selecciones portuguesas de Rugby a 15 y a 7, fue candidato al premio de mejor entrenador del año otorgado por la IRB. Era la primera ocasión en que un entrenador de una selección de tercer nivel mundial lograba dicha candidatura. Esta candidatura premiaba el avance del rugby portugués en la primera década del siglo XXI.

### Clasificación Copa del Mundo de 2007
Portugal comenzó su calificación para la Copa del Mundo de 2007 (celebrada en Portugal) en 2004, como parte de la Primera División de la Copa de Europa de Naciones. El primer partido se saldó con victoria frente a la selección de Ucrania por 6-36. Posteriormente Portugal sería derrotada por Georgia (18-14) en partido disputado en Lisboa. El tercer y cuarto partidos fueron sendas victorias frente a la República Checa y a Rusia, pero el quinto se saldó con derrota frente a la selección de Rumanía. Las derrotas en la segunda vuelta frente a Georgia y otra vez frente a Rumanía llevaron a Portugal a la tercera posición. Esta posición junto con la cuarta daban plaza para la ronda 5 del proceso clasificatorio, a disputarse en octubre de 2006. En esta ronda 5 la selección portuguesa y la rusa se vieron las caras frente a la selección Italiana dentro del grupo A, la cual venció los dos partidos con gran claridad. Esto obligó a Portugal a enfrentarse a Rusia en Lisboa, en partido único para lograr una plaza para la ronda 6. Portugal venció 26-23 y logró esa plaza. Esta ronda 6 consistía en un enfrentamiento a doble partido frente al segundo del grupo B, Georgia. Georgia venció en Portugal y el empate logrado en Tbilisi les dio la clasificación para la Copa del Mundo. Portugal por el contrario se vio obligado a jugar una repesca donde en primer lugar se deshizo de Marruecos (por un global de 26-20) para jugarse la última plaza clasificatoria en doble encuentro frente a Uruguay. En el primer partido jugado en Lisboa, Portugal se impuso por 12-5, mientras que en la vuelta en Montevideo perdió por 18 a 12. El global de 24-23 permitió a Portugal clasificarse para su primera Copa del Mundo.

## Selección actual
El 28 de agosto de 2023, Patrice Lagisquet anunció los 33 jugadores para el equipo de la Copa Mundial de Rugby de 2023.
| Nombre                 | Posición       | Fecha de nacimiento      | Encuentros | Club               |
| ---------------------- | -------------- | ------------------------ | ---------- | ------------------ |
| Lionel Campergue       | hooker         | 24 de noviembre de 1987  | 21         | Bassin d'Arcachon  |
| Duarte Diniz           | hooker         | 8 de noviembre de 1995   | 35         | Direito            |
| Mike Tadjer            | hooker         | 10 de marzo de 1989      | 32         | USA Perpignan      |
| Anthony Alves          | pilar          | 23 de julio de 1989      | 31         | Mont-de-Marsan     |
| Francisco Bruno        | pilar          | 28 de mayo de 1995       | 24         | Direito            |
| David Costa            | pilar          | 5 de julio de 1999       | 25         | Direito            |
| Francisco Fernandes    | pilar          | 6 de septiembre de 1985  | 44         | AS Béziers Hérault |
| Diogo Hasse Ferreira   | pilar          | 17 de octubre de 1996    | 29         | Dax                |
| António Machado Santos | pilar          | 9 de junio de 1998       | 2          | Belenenses         |
| Martim Bello           | segunda línea  | 27 de septiembre de 2000 | 2          | Cascais            |
| Steevy Cerqueira       | segunda línea  | 9 de agosto de 1993      | 12         | Chambéry           |
| José Madeira           | segunda línea  | 19 de marzo de 2001      | 32         | Grenoble           |
| Duarte Torgal          | segunda línea  | 23 de diciembre de 1997  | 19         | Direito            |
| Thibault de Freitas    | ala            | 8 de enero de 1992       | 31         | Floirac            |
| João Granate           | ala            | 21 de febrero de 1997    | 31         | Direito            |
| Nicolas Martins        | ala            | 18 de enero de 1999      | 8          | Soyaux Angoulême   |
| Manuel Picão           | ala            | 10 de abril de 1997      | 21         | Direito            |
| Rafael Simões          | ala            | 20 de junio de 1991      | 27         | CDUL               |
| David Wallis           | ala            | 17 de abril de 1997      | 20         | Belenenses         |
| João Bello             | medio scrum    | 2 de agosto de 1995      | 25         | CDUP               |
| Pedro Lucas            | medio scrum    | 16 de octubre de 2000    | 17         | Técnico            |
| Samuel Marques         | medio scrum    | 8 de diciembre de 1988   | 22         | AS Béziers Hérault |
| Joris Moura            | medio apertura | 7 de mayo de 2000        | 1          | Valence Romans     |
| Jerónimo Portela       | medio apertura | 2 de noviembre de 2000   | 25         | Direito            |
| Tomás Appleton (c.)    | centro         | 29 de julio de 1993      | 62         | CDUL               |
| Pedro Bettencourt      | centro         | 18 de noviembre de 1994  | 30         | Oyonnax            |
| José Lima              | centro         | 24 de abril de 1992      | 55         | Narbonne           |
| Rodrigo Marta          | wing           | 18 de noviembre de 1999  | 31         | Colomiers          |
| Vincent Pinto          | Wing           | 10 de abril de 1999      | 14         | Colomiers          |
| Manuel Cardoso Pinto   | wing           | 7 de abril de 1998       | 30         | Agronomia          |
| Raffaele Storti        | wing           | 19 de diciembre de 2000  | 21         | AS Béziers Hérault |
| Simão Bento            | fullback       | 21 de junio de 2000      | 11         | Mont-de-Marsan     |
| Nuno Sousa Guedes      | Fullback       | 21 de noviembre de 1994  | 38         | CDUP               |

## Estadísticas
A continuación, una tabla resumen los resultados de los test matches del XV de Portugal a fecha 16 de noviembre de 2024.
| Oponente        | Jugados | Ganados | Perdidos | Empatados | % de victorias |
| --------------- | ------- | ------- | -------- | --------- | -------------- |
| Alemania        | 12      | 7       | 5        | 0         | 58.3%          |
| Andorra         | 3       | 3       | 0        | 0         | 100.0%         |
| Argentina XV    | 4       | 1       | 3        | 0         | 25.0%          |
| Australia       | 1       | 0       | 1        | 0         | 0.0%           |
| Australia A     | 1       | 0       | 1        | 0         | 0.0%           |
| Bélgica         | 17      | 11      | 4        | 2         | 64.7%          |
| Brasil          | 6       | 4       | 2        | 0         | 66.6%          |
| Canadá          | 5       | 1       | 4        | 0         | 20.0%          |
| Chile           | 4       | 4       | 0        | 0         | 100.0%         |
| Dinamarca       | 2       | 2       | 0        | 0         | 100.0%         |
| Escocia         | 2       | 0       | 2        | 0         | 0.0%           |
| España          | 41      | 13      | 26       | 2         | 31.7%          |
| Estados Unidos  | 5       | 1       | 3        | 1         | 20.0%          |
| Fiyi            | 2       | 0       | 2        | 0         | 0.0%           |
| Gales           | 3       | 1       | 2        | 0         | 33.3%          |
| Georgia         | 27      | 4       | 19       | 4         | 14.8%          |
| Hong Kong       | 2       | 1       | 1        | 0         | 50.0%          |
| Italia          | 13      | 1       | 11       | 1         | 7.6%           |
| Japón           | 1       | 0       | 1        | 0         | 0.0%           |
| Kenia           | 2       | 1       | 1        | 0         | 50.0%          |
| Lituania        | 1       | 1       | 0        | 0         | 100.0%         |
| Moldavia        | 2       | 2       | 0        | 0         | 100.0%         |
| Marruecos       | 14      | 7       | 5        | 2         | 50.0%          |
| Namibia         | 9       | 3       | 6        | 0         | 33.3%          |
| Nueva Zelanda   | 2       | 0       | 2        | 0         | 0.0%           |
| Países Bajos    | 17      | 13      | 3        | 1         | 76.4%          |
| Polonia         | 12      | 9       | 3        | 0         | 75.0%          |
| República Checa | 12      | 12      | 0        | 0         | 100.0%         |
| Rumania         | 29      | 6       | 23       | 0         | 20.6%          |
| Rusia           | 20      | 5       | 14       | 1         | 25.0%          |
| Serbia          | 3       | 2       | 0        | 1         | 66.6%          |
| Sudáfrica       | 1       | 0       | 1        | 0         | 0.0%           |
| Suecia          | 2       | 2       | 0        | 0         | 100.0%         |
| Suiza           | 7       | 7       | 0        | 0         | 100.0%         |
| Unión Soviética | 2       | 0       | 2        | 0         | 0.0%           |
| Tonga           | 1       | 0       | 1        | 0         | 0.0%           |
| Túnez           | 9       | 3       | 6        | 0         | 33.3%          |
| Ucrania         | 5       | 4       | 1        | 0         | 80.0%          |
| Uruguay         | 10      | 3       | 7        | 0         | 30.0%          |
| Zimbabue        | 4       | 2       | 2        | 0         | 50.0%          |
| Total           | 330     | 138     | 176      | 16        | 41.81          |

## Victorias destacadas
- Se consideran solo victorias ante naciones del Tier 1 ( participantes del Seis Naciones y del Rugby Championship).

| 25 de febrero de 1973 | Portugal | 9 - 6 | Italia |  |  |

## Palmarés
- Copa Intercontinental (1): 2005.
- European Nations Cup (1): 2003-04.
- Rugby Europe Trophy (3): 2016-17, 2017-18, 2018-19.
- FIRA Nations Cup - División 2 (2): 1965-66, 1984-85.
- FIRA Nations Cup - División 3 (1): 1980-81.

## Participación en copas
| - Nueva Zelanda 1987: no invitado - Inglaterra 1991: no clasificó - Sudáfrica 1995: no clasificó - Gales 1999: no clasificó - Australia 2003: no clasificó - Francia 2007: 5° en el grupo - Nueva Zelanda 2011: no clasificó - Inglaterra 2015: no clasificó - Japón 2019: no clasificó - Francia 2023: 4° en el grupo - Australia 2027: Clasificado - Nations Cup 2006: 4.º puesto (último) - Nations Cup 2011: 6.º puesto (último) - Nations Cup 2012: 6.º puesto (último) - Copa Intercontinental 2004: 2.º puesto - Copa Intercontinental 2005: Campeón - Cup of Nations 2015: 3.º puesto | - ENC 2000: 4.º puesto - ENC 2001: 5.º puesto - ENC 2001-02: 5.º puesto - ENC 2003-04: Campeón - ENC 2004-06: 3.º puesto - ENC 2006-08: 5.º puesto - ENC 2008-10: 3.º puesto - ENC 2010: 4.º puesto - ENC 2011: 3º puesto - ENC 2012: 5º puesto - ENC 2013: 4º puesto - ENC 2014: 5º puesto - ENC 2015: 5º puesto - ENC 2016: 6º puesto - REC 2020: 4º puesto - REC 2021: 2° puesto - REC 2022: 4° puesto - REC 2023: 2° puesto - REC 2024: 2° puesto - REC 2025: 4.º puesto - RE Trophy 2016-17: Campeón invicto - RE Trophy 2017-18: Campeón invicto - RE Trophy 2018-19: Campeón invicto |